# Warnant-Dreye
Warnant-Dreye (en való Wernant-Dreye), és un antic municipi de Bèlgica, compost de dos nuclis: Warnant i Dreye. El 2010 tenia 927 habitants sobre 9,89 km². Tret d'un breu període d'industrialització a la fi del segle xix, va romandre un poble agrícola a les terres riques d'Haspengouw. Fins al 1823 Warnant i Dreye eren dos municipis, indepedents, l'1 de gener de 1977 amb el municipi de Villers-le-Bouillet. Warnant és un mot d'origen gal que significa vall dels verns, Dreye és un hydrónim.

## Història

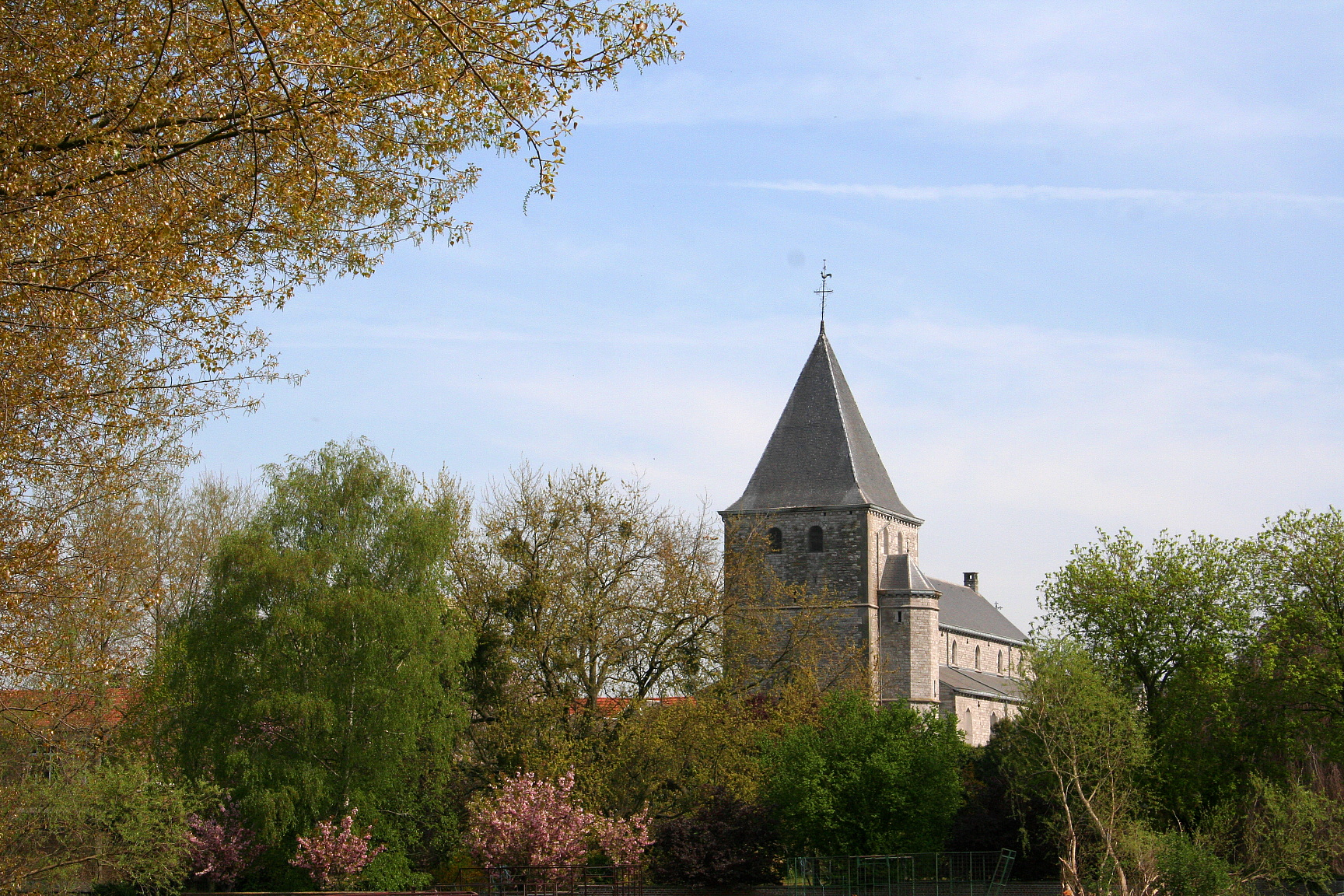
L'església de Sant Remigi a Warnant

Tot i haver-hi traces d'una ocupació als temps romans, el primer esment escrit de Warnant data de l'any 1377. A l'inici feia part del comtat de Moha, que va vendre'l al príncep-bisbe del principat de Lieja, Hug de Pierrepont l'any 1204. Un conflicte de més de deu anys i de nombroses batalles entre el principat i el ducat de Brabant en va ser el resultat. El duc va saquejar el poble i el castell. Només després de la desfeta batalla de Steps el 1213, el duc va reconèixer els drets del principat però fins al 1229 no va ratificar l'acord.
Després de la guerra, el senyor local va decidir de construir un nou castell fortificat una mica fora del poble a un lloc estratègic dit Oultremont (trad.: de l'altre costat del mont), un nom que la família noble, un dels llinatges més grans del país, va prendre com el seu a l'inici del segle xv.
Durant la Guerra dels Trenta Anys una milícia de Croàcia conduïda per Jean De Weerdt va destruir el 1636 el poble. Durant la guerra dels Vuitanta Anys, les tropes franceses van pillardejar i destruir-lo l'any 1695. Hi havia possessions de l'Abadia de Floreffe, de l'Abadia de Flône, dels Templers i de petits nobles locals. Són probablement els monjos de Flône que van crear el nucli de Dreye en desforestar-lo per a desenvolupar una masia.
Aigües avall de l'aiguabarreig dels rierols Toultia i Narméa, poc abans el conflent amb el Mehaigne, s'hi van construir dos molins de farina al segle xix. encara visibles però fora d'ús. A aquesta època el poble va industrialitzar-se i comptava amb unes fàbriques d'arreus, de cervesa, de xarop i de raspatge de remolatxes. Aquesta darrera, construïda el 1872 per a servir la sucreria de Wanze va ocupar al seu apogeu el 1896 unes 141 persones. Va tancar el 1925. Durant aquest breu període industrial, hi havia 1475 habitants (1910), més del cinquanta per cent més que avui.

## Monuments
- El Castell d'Oultremont.
- L'església Sant Remigi (segle xvi).
- El mausoleu de Carles Nicolau d'Oultremont, esculpit per Guillaume Evrard (1709-1793) a la capella del castell d'Oultremont.
- La cura o Maison Pastorale.
- La masia de la til·la o Ferme du Tilleul.
- La masia du Vieux Château a l'indret del primer castell de Warnant.
- Els dos molins del segle xix.

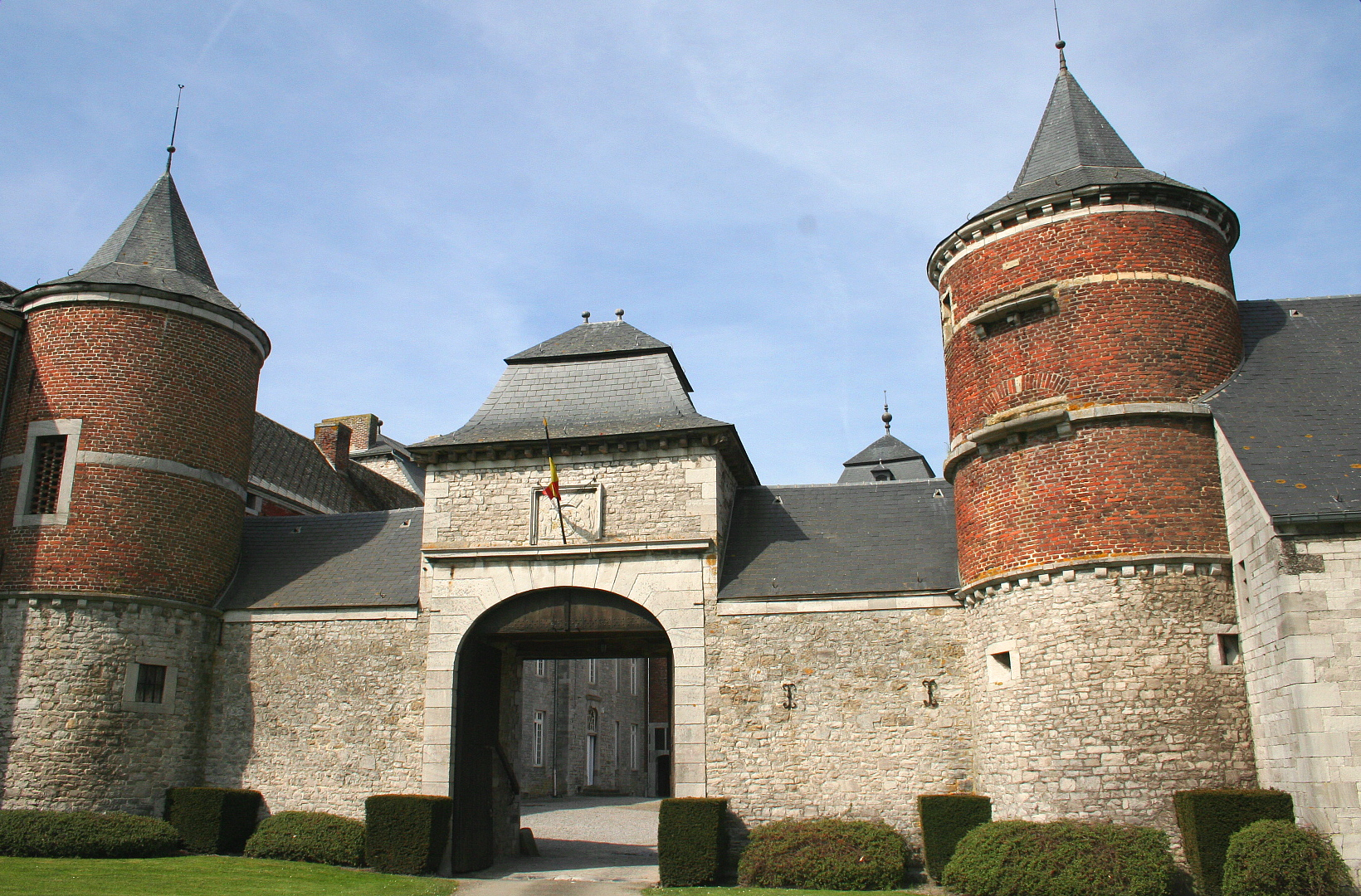
Castell d'Oultremont
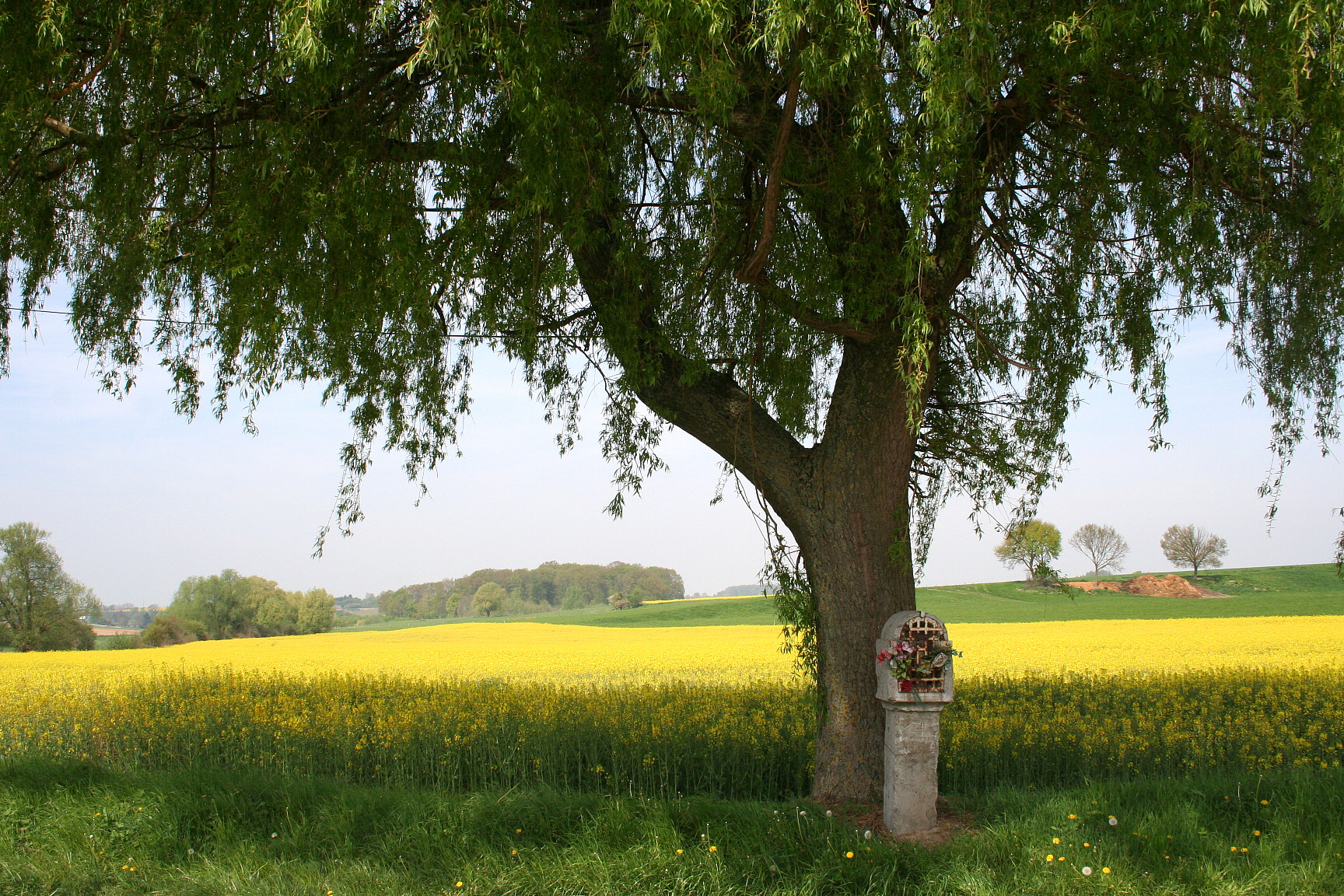
Rue des Burettes capella de la Mare de déus de la Sallette
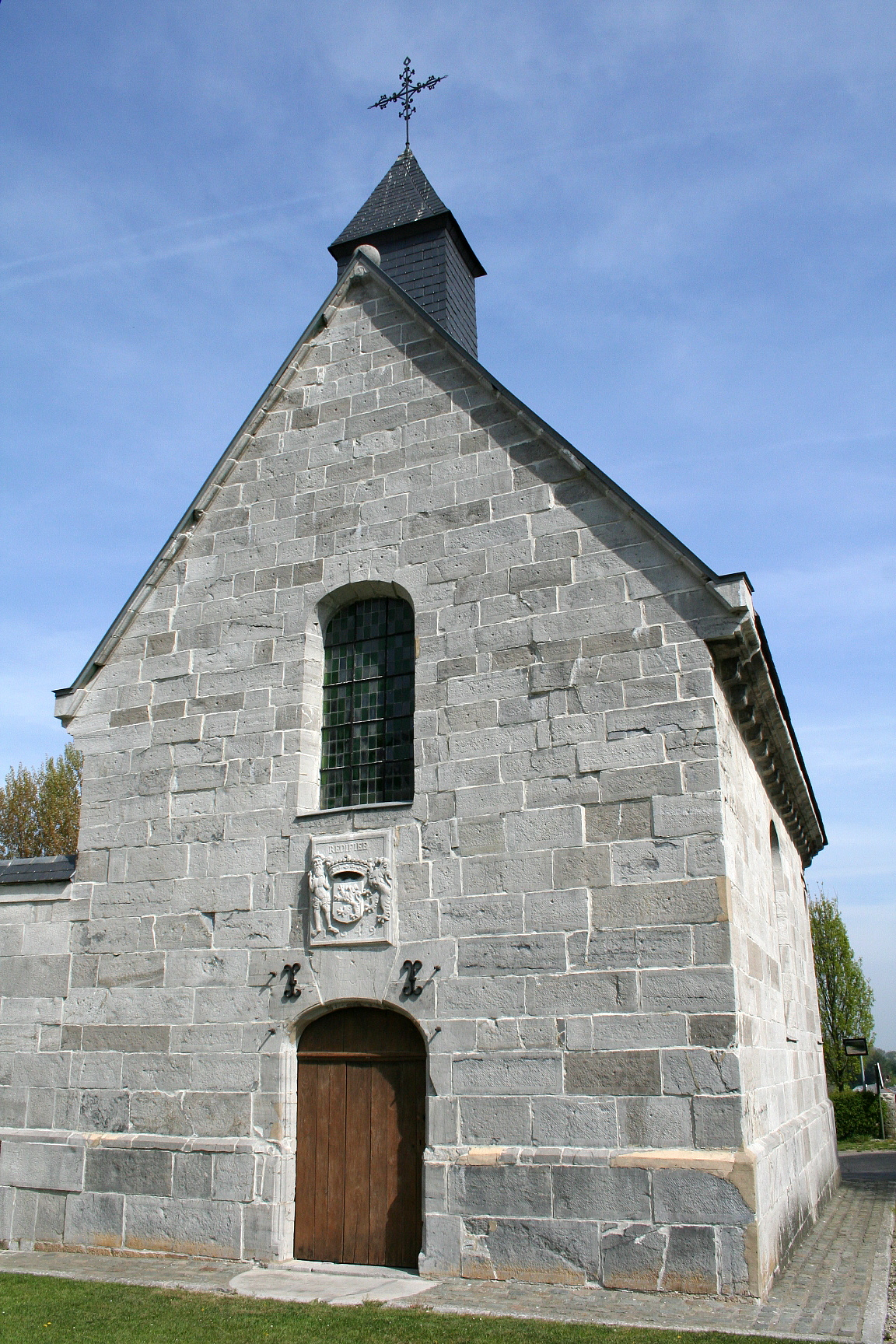
Capella del castell